# Stezka GR
Grande Randonnée (francouzsky), Grote Routepaden nebo Lange-afstand-wandelpaden (nizozemsky), Grande Rota (portugalsky) nebo Gran Recorrido (španělsky) je síť dálkových pěších tras v Evropě, především ve Francii, v Belgii, Nizozemí a ve Španělsku. V samotné Francii stezky měří přibližně 60 000 km. Stezky jsou vyznačeny charakteristickou značkou tvořenou bílým pruhem nad červeným. Značky jsou pravidelně umístěny podél trasy, a to zejména na místech jako jsou odbočky nebo křižovatky.
Ve Francii síť udržuje Fédération Française de la Randonnée Pédestre (Francouzská federace pěší turistiky  a ve Španělsku Federación Española de Deportes de Montaña y Escalad a (Španělská horská sportovní federace).
Mnoho tras GR tvoří součást delších evropských dálkových tras, které vedou přes většinu zemí Evropy.

## Označení
GR stezky jsou označeny speciálním způsobem:
- Francie, Belgie, Nizozemsko a Španělsko: červené a bílé pruhy
- Lucembursko: žluté obdélníky nebo kruhy
- Švýcarsko: Červené a bílé pruhy nebo žluté kosočtverce

## Trasy GR

### Francie:Grande Randonnée

#### Trasy od 1 do 25
| #     | Cesta |
| ----- | --- |
| GR 1  | Chantilly • Coulommiers • Provins • Fontainebleau • Chevreuse • Mantes-la-Jolie                                 |
| GR 2  | Le Havre • Paříž • Dijon                                                                                        |
| GR 3  | La Baule • Guérande • Briere • Nantes • Saumur • Orléans • Nevers • montáž Mézenc                               |
| GR 4  | Royan • Limoges • Puy de Dome • Saint-Mouka • Pont-Saint-Esprit • Grasse                                        |
| GR 5  | Bergen op Zoom • Hasselt • Mety • Belfort • Chamonix • Nice                                                     |
| GR 6  | Saint-Véran • Tarascon • Forcalquier • Conques • Langon                                                         |
| GR 7  | Ballon d'Alsace • Dijon • Saint-Étienne • Lodève • Andorra la Vella                                             |
| GR 9  | Saint-Amour • Léoncel • Saint-Tropez                                                                            |
| GR 10 | Hendaye • Arette-la-Pierre-Saint-Martin • Bagnères-de-Luchon • Mérens-les-Vals • Banyuls-sur-Mer • Port-Vendres |
| GR 11 | Velká cesta Paříží                                                                                              |
| GR 12 | Amsterdam • Bergen op Zoom • Brusel • Paříž                                                                     |
| GR 13 | Fontainebleau • Bourbon-Lancy                                                                                   |
| GR 14 | Paříž • Malmédy • Ardenne                                                                                       |
| GR 20 | Cesta přes Korsiku: Calenzana • Conca                                                                           |
| GR 21 | Dieppe • Le Havre • Étretat • Fécamp • Saint-Valery-en-Caux • Veules-les-Roses • Tréport                        |
| GR 22 | La Perrière • Carrouges • Bagnoles-de-l'Orne • Mortain • Avranches • Mont Saint-Michel                          |
| GR 23 | |

#### Trasy 26-40
| #      | Cesta |
| ------ | --- |
| GR 26  | Paříž • Villers-sur-Mer                                                                                                |
| GR 30  | Chaîne des Puys • Plomb du Cantal                                                                                      |
| GR 34  | Vitré • Mont Saint-Michel • Saint-Brieuc • Morlaix • Brest • Crozon • Douarnenez • Pointe du Raz • Lorient • Quimperlé |
| GR 34A | Louannec • Gurunhuel                                                                                                   |
| GR 35  | Verneuil-sur-Avre • Seiches-sur-le-Loir                                                                                |
| GR 36  | Ouistreham • Caen • Saumur • Angoulême • Albi • Carcassonne • Bourg-Madame                                             |
| GR 37  | Vitré • Douarnenez |
| GR 38  | Redon • Douarnenez |
| GR 39  | Mont Saint-Michel • Guérande                                                                                           |

#### Trasy 41 50
| #     | Cesta                                 |
| ----- | ------------------------------------- |
| GR 41 | Tours • Farges-Allichamps • Mont-Dore |
| GR 42 | Saint-Étienne • Avignon               |
| GR 43 | Col des Faïsses • Sainte-Eulalie      |
| GR 44 | Les Vans • Champerboux                |
| GR 46 | Tours • Cahuzac-sur-Vère              |
| GR 48 |                                       |

#### Trasy 51 až 75
| #          | Cesta |
| ---------- | --- |
| GR 51      | Středomořská |
| GR 52      | Menton • le col du Berceau • le col de Trétore • Sospel • Baisse de Linière • Pointe des Trois Obce • Baisse Cavaline • Le Refuge des Merveilles • Baisse du Basto • La Balme • Madone de Fenestre • le torrent du Boréon • le col de Salèse • le col du Bam • Saint-Dalmas-Valdeblore Near Nice – Breil-sur-Roya do Gorges de Saorge a Vallon de Zouayne. |
| GR 52A     | Mercantour |
| GR 53      | Massif des Vosges (Vogézy) |
| GR 54      | Cesta Oisans a Ecrins |
| GR 55      | Vanoise |
| GR 56      | Ubaye |
| GR 57      | Lutych • Diekirch |
| GR 58      | Queyras |
| GR 59      | Massif des Vosges (Vogézy) • Jura • Bugey • Revermont |
| GR 60      | Montpellier • Saint-Chély-d'Aubrac |
| GR 65      | Ženeva • Le Puy-en-Velay • Nasbinals • Conques • Figeac • Moissac • Aire-sur-l'Adour • Roncevaux |
| GR 66      | Mont Aigoual |
| GR 68      | Mont Lozère |
| GR 70      | Le Puy-en-Velay • Lozère • Ardèche • Saint-Jean-du-Gard |
| GR 71      | Espérou • Mazamet |
| GR 71C / D | Larzac |
| GR 71E     | |
| GR 72      | Col du BEZ • Barre-des-Cévennes |

#### Trasy 101 a výše
| #      | Cesta |
| ------ | --- |
| GR 223 | Berville-sur-Mer na Mont Saint-Michel pomocí Côte de Grace, Côte Fleurie, Côte de perleť, Côte de la déroute, Côte des havres, Baie du Mont Saint-Michel |
| GR 145 | Via Francigena: (Canterbury) – Wissant – Arras – Laon – Châlons-en-Champagne – Besançon – Ženeva – (Řím)                                                 |
| GR 380 | Monts d'Arrée (Finistère) |

#### Trasy se speciálním kódem
| #     | Cesta                                           |
| ----- | ----------------------------------------------- |
| GTJ   | Grande Traversée du Jura                        |
| GRNC1 | Tour du sud de la Grande Terre (Nová Kaledonie) |
| M1    |                                                 |
| R1    | Tour du Piton des Neiges (Réunion)'             |
| R2    | La Traversée de l'île de La Réunion (Réunion)   |
| R3    | Le Tour du Cirque de Mafate (Réunion)           |
| T     |                                                 |
| BL    | Tour du Balcon du Léman                         |
| HRP   | Haute Randonnée Pyrénéenne                      |
| TMB   | Tour du Mont Blanc                              |
| GRP   | Châteaux et Villages de Haute-Saône             |

### Španělsko:Gran Recorrido

#### Všechny cesty
| #      | Cesta |
| ------ | --- |
| GR 1   | Empúries • Banyoles • Besalú • Ripoll • Gironella • Sant Llorenç de Morunys • Puente de Montañana • Graus • La Fueva • Montanejos • Ligüerre de Cinca • Abizanda • Alquézar • Loarre • Riglos • Ayerbe • Fuencalderas • Biel • Uncastillo • Sos del Rey Catolico • Ujué • Olite • Larraga • Alto • Los Arcos • Torralba Del Río • Santa Cruz de Campezo • Bernedo • Salinas de Anana • Espejo • Valdegovia • San Pantaleón de Losa • Villamor • Bárcena de Pienza • Torme • Salcedillo • Prioro • Marana • Finisterre |
| GR 7   | Algeciras • Andorra |
| GR 11  | Celé Pyreneje mezi Hondarribia (u Irúnu) a Cap de Creus (u Cadaqués) |
| GR 71  | Cesta přírodní rezervace Saja. Z balneary z Corconte (Kantábrie) do Sotres Asturie |
| GR 72  | Cesta Campurrians. Z Santillana del Mar do Reinosa (Kantábrie) |
| GR 73  | Dlážděná silnice z Blendii (Kantábrie y Palencia). Z Herrera de Pisuerga do Suances. |
| GR 74  | Východní koridor z Cantabria. Od Ramales de la Victoria do Reinosa (Kantábrie) |
| GR 92  | Východní a jižní pobřeží Španělska. Od Portbou, na francouzsko-španělské hranici do Tarifa, na nejjižnějším bodu Španělska. (Prochází provinciemi Katalánsko, Valencie, Murica a Andalusie). GR 92 tvoří jižní část E10, jednu z evropských dálkových cest. E10 vede mezi Finskem a Španělskem. |
| GR 142 | Alpujarraská cesta |
| GR 221 | Ruta de la Pedra en Sec (Baleárské ostrovy): Port d 'Andratx – Sant Elm – La Trapa – Estellencs – Banyalbufar – Esporles – Valldemossa – Deià – Port de Soller – Sóller – Santuari de Lluc – Pollença |
| GR 222 | Ruta de Arta a Lluc (Baleárské ostrovy) |
| GR 223 | Camí de Cavalls (Menorca, Baleárské ostrovy) |
| GR 236 | Trasa po klášterech ve Valencii. Od Gandia do Alzira (Valencie) |

### Belgie:Grote RoutepadenneboGrande Randonnée
| #               | Cesta                                                                         |
| --------------- | ----------------------------------------------------------------------------- |
| GR 5            | Od Severního moře po Středozemního: Bergen op Zoom • Lutych • Diekirch • Nice |
| GR 5A           | Antverpy • Brugge • De Panne • Ronse (okruh)                                  |
| GR 12           | Amsterdam • Bergen op Zoom • Brusel • Paříž                                   |
| GR 14           | Malmedy • Sedan                                                               |
| GR 15           | Monschau • Martelange                                                         |
| GR 16           | Semois Cesta: Arlon • Monthermé                                               |
| GR 56           | Východní kantony: Malmedy • Botrange • Monschau • Sankt-Vith (okruh)          |
| GR 57           | údolí Ourthe: Liège • Diekirch                                                |
| GR 121          | Braine-le-Comte • Boulogne-sur-Mer                                            |
| GR 122          | Zeeland – Champagne – Ardenne: Hulst • Son                                    |
| GR 123          | Cesta západní Hainaut: okruh z Tournai                                        |
| GR 125          | Cesta mezi Sambre a Meuse: okruh z Walcourt                                   |
| GR 126          | Brusel • Membre-sur-Semois                                                    |
| GR 128          | Wissant • Kemmel • Maastricht • Cáchy                                         |
| GR 129          | Brugge • Dinant                                                               |
| GR 130          | Maldegem • Stavele                                                            |
| GR 412          | Terrils cesta: Bernissart • Blegny                                            |
| GR 512          | Vlámský Brabant: Diest • Geraardsbergen                                       |
| GR 561          | Diest • Valkenswaard • Lanaken • Maastricht                                   |
| GR 563          | Země Herve: okruh Dalhem • Berneau • Eupen                                    |
| GR 564          | Kempen – Condroz: Lommel • Huy                                                |
| GR 565          | Renier Snieders cesta (nebo Reinier Schniederspad): Antverpy • Bladel         |
| GR 571          | Údolí legend: Comblain-au-Pont • Nonceveux                                    |
| GR 573          | Angleur • Pepinster • Eupen • Botrange • Pepinster                            |
| GR 575          | Cesta Namurois Condroz: okruh z Andenne                                       |
| GR 576          | Cesta Liegeois Condroz: okruh z Huy                                           |
| GR 577          | Cesta Famenne: okruh z Marche-en-Famenne                                      |
| GR 579          | Brusel • Liège                                                                |
| GR Ijzer        | Buysscheure • Nieuwpoort od pramene k ústí řeky Yser                          |
| GR Hageland     | okruh z Lovaně                                                                |
| GR Kempen       | okruh z Turnhout                                                              |
| GR Mol-Om       | okruh z Mol                                                                   |
| GR Reynaertland | Hulst • Rupelmonde                                                            |

### Nizozemsko:Langeafstandswandelpaden
| #           | Cesta                                                                          |
| ----------- | ------------------------------------------------------------------------------ |
| LAW 1-1     | Zevenwoudenpad: Lauwersoog • Steenwijk                                         |
| LAW 1-2     | Pionierspad: Steenwijk • Muiden                                                |
| LAW 1-3     | Floris V-pad: Amsterdam • Muiden • Bergen op Zoom                              |
| LAW 2       | Trekvogelpad: Bergen aan Zee • Amsterdam • Enschede                            |
| LAW 3       | Marskramerpad: Bad Bentheim • Deventer • Amersfoort • Leiden • Haag            |
| LAW 4       | Maarten van Rossumpad: 's-Hertogenbosch • Arnhem • Apeldoorn • Ommen           |
| LAW 5-1     | Deltapad: Sluis nebo Bergen op Zoom • Goedereede • Hook of Holland             |
| LAW 5-2/5-3 | Hollands Kustpad: Hook of Holland • Haag • Haarlem • Den Helder nebo Den Oever |
| LAW 5-4     | Friese Kustpad: Stavoren • Lauwersoog                                          |
| LAW 5-5     | Wad-en Wierdenpad: Lauwersoog • Nieuweschans                                   |
| LAW 6-1     | Oeverlooperpad: Europoort nebo Hook of Holland • Nederkerk • Leerdam           |
| LAW 6-2     | Lingepad: Leerdam • Nijmegen • Beek                                            |
| LAW 7-1     | Pelgrimspad část 1: Amsterdam • 's-Hertogenbosch                               |
| LAW 7-2     | Pelgrimspad část 2: 's-Hertogenbosch • Maastricht                              |
| LAW 8       | Zuiderzeepad: Enkhuizen • Amsterdam • Kampen • Stavoren                        |
| LAW 9-1     | Pieterpad část 1: Pieterburen • Vorden                                         |
| LAW 9-2     | Pieterpad část 2: Vorden • Maastricht • Sint Pietersberg                       |
| LAW 10      | Noaberpad: Nieuweschans • Emmen, Nizozemsko • Emmerich am Rhein                |
| LAW 11      | Grenslandpad: Sluis • Bergen op Zoom • Thorn                                   |
| LAW 12      | Overijssels Havezatenpad: Oldenzaal • Zwolle • Steenwijk                       |
| LAW 701     | Peellandpad: 's-Hertogenbosch • Roermond                                       |